# Трепание

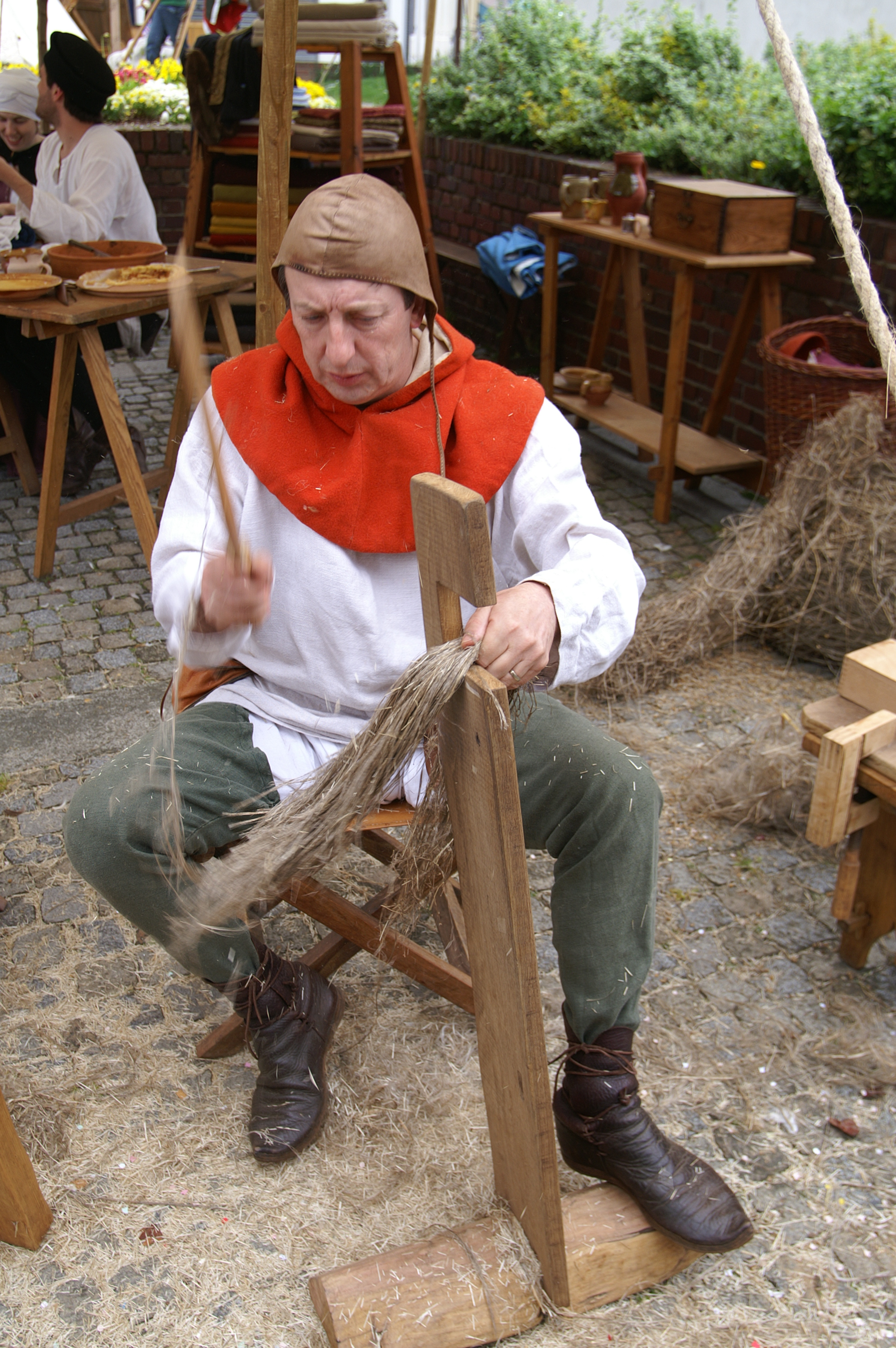
Трепание льна

Трепа́ние — один из этапов подготовки льняного волокна к прядению. В процессе трепания из сырья (льняной соломы) выделяют волокна. Таким образом, в связи с тем, что нити находятся внутри льняного стебля, для получения льноволокна необходимо удалить лишние элементы стебля. Сначала лён замачивается, затем мнётся и трепается, затем производится прочёсывание для отделения волокна. Процесс может осуществляться как вручную, так и с помощью специальной машины-мельницы; до середины XX века применялись отдельно льномялка и трепательное приспособление, а затем трепательная машина. Конечными продуктами трепания являются длинные льняные волокна (льноволокно), короткие грубые волокна (пакля) и отходы — одревесневшие части стеблей, называемые костра.

## Технологический процесс

### Ручное трепание
Чтобы удалить из обмятой тресты кострику — деревянные части стебля, разломанные на мелкие кусочки, — её треплют специальной трепалкой (или трепалом), имеющей форму большого деревянного ножа, или косаря. Трепалки вырезают из твёрдой древесины дуба, клёна и берёзы. Нанося трепалкой по повесму частые резкие удары, как можно чище выбивают застрявшую в волокнах кострику. Затем повесмо кладут на пень и тщательно проколачивают. Обычно после такой обработки оставшиеся частицы кострики легко отслаиваются. Их остаётся только вытрясти, ударяя пучком повесма о круглую деревянную палку или ребро скамьи.

### Трепание с помощью машины
Механизировали процесс трепания впервые на заводах Ирландии. В 1850 году данный способ получил широкое распространение в Ирландии, в то время, когда ручное трепание всё ещё применялось в континентальной Европе. Машинный способ трепания быстрее и дешевле, однако даёт больше отходов, чем трепание вручную.
Современные трепальные машины способны обрабатывать до 500 кг (1 100 фунтов) льна за час и производят около 70 килограммов (150 фунтов) волокон льна и 30 кг (66 фунтов) пакли. Старые машины малоэкономичны — создают больше отходов.

## Трепание хлопка
Трепание может также применяться в процессе очистки хлопка от его семян и других примесей. Машина для трепания хлопка была изобретена в 1797 году, но не получила широкого распространения, пока не была применена в Манчестере в 1808 или 1809 году. К 1816 машинное трепание хлопка становится общепринятым.